# Peter Reichhardt
Peter David Reichhardt (født 7. januar 1967 i Charlottenlund) er en dansk skuespiller og teaterchef. Især kendt for sin filmrolle i Bille Augusts ungdomsfilm Zappa (1983), hvor han spillede overklasseteenageren Sten.
Peter Reichhardt har studentereksamen fra kostskolen Herlufsholm ved Næstved. Han er uddannet fra Skuespillerskolen ved Aarhus Teater i 1994, og var fra 1998 til 2005 chef for teatret Mungo Park i Allerød.
Han fik en rolle som Jan Erik Von Bech i 2900 Happiness, hvor han spiller den rige ejendomsmægler.
Hans forældre er skuespillerne Poul Reichhardt og Charlotte Ernst. Han er bror til Caroline, Henriette og Frederikke Reichhardt. Han har dannet par med Line Knutzon, som han i 1996 fik tvillingerne Karl-Frederik og Roberta med.

## Filmografi

### Film
- Mig og min lillebror og storsmuglerne (1968)
- Mig og min lillebror og Bølle (1969)
- Zappa (1983)
- Mellem brødre (1997)
- Royal blues (1997)
- Barbara (1997)
- Motello (1998)
- Kys, kærlighed og kroner (1998)
- Majoren (1998)
- Blinkende lygter (2000)
- Adams æbler (2005)
- Dirch (2011)

### Tv-serier
- Hallo det er jul julekalender (1995)
- Morten Korch - Ved stillebækken (1999)
- Nikolaj og Julie, afsnit #1.3 (2002)
- 2900 Happiness (2007)
- Klovn – Troldmanden fra Frederiksberg, sæson 5 afsnit 6 (2008)
- Sommerdahl sæson 6 (2025)[2]